# آنا باوتيستا
آنا باوتيستا رييس (مواليد 13 يونيو 1972) هي لاعبة جمباز إيقاعية إسبانية سابقة كانت عضوًا في المنتخب الإسباني للجمباز الإيقاعي في فردي. فازت بأول ميدالية ذهبية رسمية للجمباز الإيقاعي الإسباني في عام 1989 ، وبالميدالية الذهبية في نهائيات كأس أوروبا في هانوفر، كانت بطلة إسبانيا في عام 1989.